# Croajingolong-Nationalpark
Der Croajingolong-Nationalpark ist ein Nationalpark an der Küste im äußersten Osten des australischen Bundesstaates Victoria, 427 km östlich von Melbourne. Der Park besitzt eine längliche Form und wird im Süden durch die Tasman-See, im Westen durch den Bemm River und im Osten durch die Kleinstadt Mallacoota begrenzt. Die nördliche Grenze besteht aus dichtem Buschland und niederen Hügeln.
Der Name kommt vermutlich von dem Aborigines-Stamm der Krowathunkooloong, der in diesem Gebiet Victorias lebte.

## Biosphärenreservat
Der Croajingolong-Nationalpark und die angrenzende Nadgee Nature Reserve in New South Wales bilden eines von vierzehn Biosphärenreservaten in Australien. Es umfasst Ökosysteme, wichtige Lebensräume und auch Genpools, die so verwaltet werden, dass sie sowohl geschützt sind als auch seine Ressourcen zur Erhaltung der Arten genutzt werden können.
.
Der Park ist ungefähr 80 km lang und 20 km breit; er bedeckt eine Fläche von 875 km². Beliebte Campingplätze gibt es am Thurra River, am Mueller Inlet und am Wingan Inlet. 100 km entlang des Parks verläuft der Wilderness Coast Walk, ein Wanderweg, der an Stränden, Schilfkolonien und über wilde, felsige  Vorgebirge führt.
Der Croajingolong-Nationalpark umfasst die Sandpatch Wilderness Area und schließt an die Cape Howe Wilderness Area und das Nadgee-Naturreservat – letzteres bereits in New South Wales – an.

## Geschichte
1770 entdeckte James Cook als erster Europäer die Ostküste Australiens und damit auch das Gebiet des heutigen Croajingolong-Nationalparks. Die Landspitze Point Hicks benannte er nach Zachary Hickes, demjenigen Kapitänleutnant auf Cooks Schiff Endeavour, der Australien als erster gesichtet haben soll. Der englische Forschungsreisende George Bass musste 1797 wegen eines Sturmes bei der Mündung des Wingan River an Land gehen und nutzte die Zeit, das Gebiet zu erkunden. In den 1830ern wurde das Gebiet um East Gippsland mehr und mehr erforscht, so dass sich 1842 die ersten weißen Siedler im Croajingolong niederließen.
Die Aborigines, die dort seit 17.000 Jahren von Jagd, Sammeln und Fischerei lebten, wurden allmählich verdrängt. Sie versuchten zwar, ihr Land gegen die neuen Siedler zu verteidigen, unterlagen aber den besseren Waffen der Europäer und den Krankheiten, die diese mit sich brachten.
Transportschwierigkeiten schützten das Gebiet vor großflächiger Landwirtschaft und es wurde vor allem für Fisch- und Holzwirtschaft genutzt. Als das Gebiet im 20. Jahrhundert vermehrt Touristen anlockte, wurde der Croajingolong 1979 offiziell zum Nationalpark erklärt.

## Beliebte Ziele im Croajingolong-Nationalpark
- Point Hicks und sein Leuchtturm
- Tamboon Inlet, Siedlung im Park
- Spektakuläre Sanddünen am Thurra River
- Lake Elusive in der Nähe des Wingan Inlet
- Mount Everard.
- Rame Head, ein Kap

## Städte und Siedlungen in der Nähe
- Mallacoota
- Genoa
- Cann River
- Bemm River
- Orbost